# Trassedia luapi
Trassedia luapi är en stekelart som beskrevs av Cancemi 1996. Trassedia luapi ingår i släktet Trassedia och familjen trefåresteklar. Inga underarter finns listade i Catalogue of Life.